# Do I Wanna Know?
A Do I Wanna Know? az Arctic Monkeys angol rockegyüttes dala, ami 2013. június 19-én jelent meg, a Domino Recording Company kiadásában, a második kislemezként AM (2013) című albumukról. A szám szerzője Alex Turner volt, kiadták digitális letöltésként és videóklipje is jelent meg. Mielőtt kiadták kislemezként, az együttes előadta a dalt 2013 májusában az AM Tour koncertturné keretei között, gyakran nyitószámként. Stílusát tekintve indie rock, pszichedelikus rock, stoner rock és blues-rock, gitáralapra épülve.
A Do I Wanna Know? tizenegyedik helyet ért el a brit kislemezlistán és több más országban is szerepelt a slágerlistákon. Ez volt az Arctic Monkeys első dala, ami helyet kapott a Billboard Hot 100-on, hetvenedik lett 2014 márciusában. A dalt jelölték a Legjobb rockteljesítmény díjra az 57. Grammy-gálán 2015-ben.

## Számlista
Az összes dalszöveg szerzője Alex Turner, az összes szám szerzője az Arctic Monkeys.
| 1. | Do I Wanna Know? | 4:33 |

| 1. | Do I Wanna Know? | 4:33 |
| 2. | 2013             | 2:26 |

## Közreműködők
| Arctic Monkeys - Alex Turner – ének, tizenkét húros elektromos gitár - Jamie Cook – gitár - Nick O’Malley – basszusgitár, háttérénekes - Matt Helders – dobok, elektromos dobok, ütőhangszerek, háttérénekes | Utómunka - James Ford – producer; billenyűk (2) - Ross Orton – producer - Ian Shea – hangmérnök - Tchad Blake – keverés (a Full Mongrel Stúdiókba, Wales) - Brian Lucey – maszterelés (a Magic Garden Mastering stúdióban) |

## Slágerlisták
| Slágerlista (2013–2014)                | Legmagasabb pozíció |
| -------------------------------------- | ------------------- |
| Ausztrália (ARIA)                      | 37                  |
| Belgium (Ultratop 50 Flanders)         | 33                  |
| Belgium (Ultratip Wallonia)            | 33                  |
| Csehország (Singles Digitál Top 100)   | 75                  |
| Egyesült Királyság (UK Singles Chart)  | 11                  |
| Egyesült Királyság (UK Indie Chart)    | 2                   |
| Franciaország (Single Top 100)         | 45                  |
| Hollandia (Single Top 100)             | 62                  |
| Írország (IRMA)                        | 14                  |
| Izrael (Media Forest)                  | 10                  |
| Kanada (Canadian Hot 100)              | 48                  |
| Kanada Rock (Billboard)                | 3                   |
| Olaszország (FIMI)                     | 96                  |
| Skócia (Scottish Singles Top 40)       | 12                  |
| Svájc (Schweizer Hitparade)            | 66                  |
| Szlovákia (Singles Digitál Top 100)    | 63                  |
| US Billboard Hot 100                   | 70                  |
| US Adult Alternative Songs (Billboard) | 11                  |
| US Alternative Songs (Billboard)       | 1                   |
| US Hot Rock Songs (Billboard)          | 10                  |
| US Mainstream Rock (Billboard)         | 12                  |
| US Rock Airplay (Billboard)            | 1                   |

| Slágerlista (2016)               | Legmagasabb pozíció |
| -------------------------------- | ------------------- |
| Portugália (AFP Top 100 Singles) | 80                  |

| Slágerlista (2021–2022) | Legmagasabb pozíció |
| ----------------------- | ------------------- |
| Global 200 (Billboard)  | 119                 |

| Slágerlista (2013)              | Pozíció |
| ------------------------------- | ------- |
| Egyesült Királyság (UK Singles) | 55      |
| US Hot Rock Songs (Billboard)   | 52      |

| Slágerlista (2014)                     | Pozíció |
| -------------------------------------- | ------- |
| US Adult Alternative Songs (Billboard) | 41      |
| US Alternative Songs (Billboard)       | 1       |
| US Hot Rock Songs (Billboard)          | 20      |
| US Mainstream Rock (Billboard)         | 46      |
| US Rock Airplay (Billboard)            | 1       |

| Slágerlista (2018) | Pozíció |
| ------------------ | ------- |
| Portugália (AFP)   | 151     |

| Slágerlista (2021) | Pozíció |
| ------------------ | ------- |
| Portugália (AFP)   | 91      |

| Slágerlista (2022)              | Pozíció |
| ------------------------------- | ------- |
| Egyesült Királyság (UK Singles) | 86      |
| Global Excl. US (Billboard)     | 153     |
| Litvánia (AGATA)                | 63      |

| Slágerlista (2010–2019)         | Pozíció |
| ------------------------------- | ------- |
| Egyesült Királyság (UK Singles) | 93      |

## Minősítések
| Régió | Minősítés                  | Eladott példányszám |
| --- | -------------------------- | ------------------- |
| Ausztrália (ARIA) | Platinalemez               | 70 000^             |
| Belgium (BEA) | Aranylemez                 | 20 000‡             |
| Dánia (IFPI Danmark) | Platinalemez               | 90 000‡             |
| Németország (BVMI) | Aranylemez                 | 150 000‡            |
| Olaszország (FIMI) | 2× Platinalemez            | 100 000‡            |
| Mexikó (AMPROFON) | 2× Platinalemez+Aranylemez | 150 000‡            |
| Portugália (AFP) | 5× Platinalemez            | 100 000‡            |
| Egyesült Királyság (BPI) | 4× Platinalemez            | 2 400 000‡          |
| Egyesült Államok (RIAA) | Platinalemez               | 1 000 000‡          |
| Streaming |                            |                     |
| Görögország (IFPI Greece) | 2× Platinalemez            | 4 000 000†          |
| ^ Kiszállítási példányszámok kizárólag a minősítés alapján. ‡ Eladási+streaming példányszámok kizárólag a minősítés alapján. † Csak streaming számok kizárólag a minősítés alapján. |                            |                     |

## Kiadások
| Régió              | Dátum                | Formátum           | Kiadó  | For.          |
| ------------------ | -------------------- | ------------------ | ------ | ------------- |
| Egyesült Királyság | 2013. június 19.     | digitális letöltés | Domino | [ 38 ] [ 39 ] |
| Egyesült Királyság | 2013. július 22.     | 7" hanglemez       | Domino | [ 38 ] [ 39 ] |
| Egyesült Államok   | 2013. szeptember 10. | modern rockrádió   | Domino | [ 40 ]        |